# Eridolius autumnalis
Eridolius autumnalis là một loài tò vò trong họ Ichneumonidae.